# Andrew Lloyd Webber
Lord Andrew Lloyd Webber (Londen, Engeland, 22 maart 1948) is een Brits componist, schrijver en theater-toneel producent en regisseur.

## Werk
Lloyd Webber studeerde enige tijd aan de Universiteit van Oxford en het Royal College of Music, maar is verder autodidact. Samen met Tim Rice creëerde hij in 1970 de rockopera Jesus Christ Superstar. Deze rockopera was de grote doorbraak van Lloyd Webber als componist. De compositie was aanvankelijk slechts bedoeld als project voor een platenopname, maar werd later in Londen, en daarna in New York en over de hele wereld, in theaters opgevoerd. In 1973 werd het werk verfilmd.
Een tweede project dat aanvankelijk alleen als platenopname bedoeld was, was de musical Evita uit 1978 (ook samen met Tim Rice), die daarna eveneens in theaters over de hele wereld met veel succes werd opgevoerd, en ook verfilmd werd, met Madonna in de titelrol. De werken hierna werden voor het theater geschreven. Genoemd kunnen worden Cats (waar een theater in Londen geheel voor herbouwd werd), Starlight Express (waar eveneens een theater geheel voor werd verbouwd) en The Phantom of the Opera in 1986. Daarnaast schreef hij veel filmmuziek (The Odessa File) en minder bekend geworden musicals zoals Jeeves en Joseph and the Amazing Technicolor Dreamcoat (1968). Hij componeerde een requiem naar aanleiding van de dood van zijn vader in 1982. Na de try-out polijstte hij nog een half jaar verder aan het stuk. Hij beschouwt dit requiem als zijn meest persoonlijke compositie.
Lloyd Webber schreef een vervolg op de Phantom, Love Never Dies. Deze musical was geen groot succes en was slechts twee jaar (in 2010 en 2011) in West End in Londen te zien.
Lloyd Webber heeft een eigen productiemaatschappij, The Really Useful Group. Naast zijn eigen geschreven musicals produceert hij ook andere werken. Zo bracht hij in 2006 The Sound of Music op de planken. Hiervoor werkte hij mee aan een vernieuwend tv-concept waarin de hoofdrol gecast werd via een tv-show How do you solve a problem like Maria?. Hij nam hierbij zelf plaats in de jury. Opvolgers van deze show waren Any Dream Will Do en I'do Anything waarin respectievelijk de hoofdrollen voor Joseph and the Amazing Technicolor Dreamcoat en Oliver gezocht werden. In 2010 werkte Lloyd Webber opnieuw mee aan een tv-casting: in het BBC-programma Over the rainbow waarin een actrice voor de rol van Dorothy in The Wizard of Oz gezocht werd.

## Musicals door Lord Andrew Lloyd Webber
- The Likes of Us (1965)
- Joseph and the Amazing Technicolor Dreamcoat (1968)
- Jesus Christ Superstar (1971)
- Jeeves (1975)
- Evita (1976)
- Cats (1981)
- Song and Dance (1982)
- Starlight Express (1984)
- The Phantom of the Opera (1986)
- Aspects of Love (1989)
- Sunset Boulevard (1993)
- By Jeeves (1996, volledig vernieuwde versie van Jeeves)
- Whistle Down the Wind (1996)
- The Beautiful Game (2000)
- Tell Me on a Sunday (1979 - 2003)
- The Woman in White (2004)
- Love Never Dies (2010)
- The Wizard of Oz (2011)
- Stephen Ward (2013)
- School of Rock (2015)
- Bad Cinderella (2020)

## Eurovisiesongfestival 2009
In 2009 kwam Jade Ewen uit op het songfestival in Moskou voor het Verenigd Koninkrijk, met het liedje My time, gecomponeerd door Lloyd Webber. Tijdens het optreden zat hij op het podium achter de piano. Met dit liedje wist het land voor het eerst in zes jaar weer een top-5 notering binnen te slepen.

## Persoonlijk leven
Lloyd Webber werd geboren als zoon van componist William Lloyd Webber en muzieklerares Jean Hermione Johnstone. Hij is de oudere broer van cellist Julian Lloyd Webber (14 april 1951).
Lloyd Webber trouwde op 24 juli 1972 met Sarah Hugill, met wie hij twee kinderen kreeg. Lloyd Webber en Hugill scheidden in 1983. Op 22 maart 1984 hertrouwde Lloyd Webber met zangeres en danseres Sarah Brightman, voor wie hij een aantal van de rollen in zijn musicals speciaal schreef (onder meer de rol van Christine Daaé uit The Phantom of the Opera). Brightman heeft deze rollen ook vertolkt op het toneel in Londen en New York. Het paar is, niet lang na het ontstaan van The Phantom of the Opera, in 1990 uit elkaar gegaan.
Met zijn huidige vrouw, Madeleine Gurdon, die hij op 1 februari 1991 huwde, kreeg Lloyd Webber drie kinderen.
In 1992 werd Lloyd Webber geridderd door koningin Elizabeth II, en in 1997 ontving hij de niet-erfelijke titel Baron Lloyd-Webber van Sydmonton (zijn titel heeft een liggend streepje, zijn naam niet). Wegens zijn adellijke titel gebruikt hij de titel Lord. Daarnaast duidt Lloyd, gespeld met dubbel l, op Welshe afkomst.
In 2024 werd Lloyd Webber benoemd tot Ridder in de Orde van de Kousenband door koning Charles III.